# العلاقات الآيسلندية الليسوتوية
العلاقات الآيسلندية الليسوتوية هي العلاقات الثنائية التي تجمع بين آيسلندا وليسوتو.

## مقارنة بين البلدين
هذه مقارنة عامة ومرجعية للدولتين:
| وجه المقارنة                                              | آيسلندا          | ليسوتو                      |
| --------------------------------------------------------- | ---------------- | --------------------------- |
| المساحة (كم2)                                             | 103.00 ألف       | 32.96 ألف                   |
| عدد السكان (نسمة)                                         | 317.35 ألف       | 2.23 مليون                  |
| الكثافة السكانية (ن./كم²)                                 | 3.08             | 67.66                       |
| العاصمة                                                   | ريكيافيك         | ماسيرو                      |
| اللغة الرسمية                                             | اللغة الآيسلندية | لغة إنجليزية، اللغة السوتية |
| العملة                                                    | كرونة آيسلندية   | لوتي ليسوتو                 |
| الناتج المحلي الإجمالي (بليون دولار)                      | 23.91 مليار      | 2.64 مليار                  |
| الناتج المحلي الإجمالي (تعادل القوة الشرائية) بليون دولار | 15.79 مليار      | 6.30 مليار                  |
| الناتج المحلي الإجمالي الاسمي للفرد دولار أمريكي          | 50.17 ألف        | 1.07 ألف                    |
| الناتج المحلي الإجمالي للفرد دولار أمريكي                 | 46.55 ألف        | 2.64 ألف                    |
| مؤشر التنمية البشرية                                      | 0.899            | 0.497                       |
| رمز المكالمات الدولي                                      | +354             | +266                        |
| رمز الإنترنت                                              | .is              | .ls                         |
| المنطقة الزمنية                                           | 00، أوروبا/لندن ‏ | ت ع م+02:00                 |

## منظمات دولية مشتركة
يشترك البلدان في عضوية مجموعة من المنظمات الدولية، منها:
| علم المنظمة | اسم المنظمة                               | تاريخ انضمام آيسلندا | تاريخ انضمام ليسوتو |
| ----------- | ----------------------------------------- | -------------------- | ------------------- |
|             | مؤسسة التنمية الدولية                     | 19 مايو 1961         | 19 سبتمبر 1968      |
|             | يونسكو                                    | 8 يونيو 1964         | 29 سبتمبر 1967      |
|             | وكالة ضمان الاستثمار متعدد الأطراف        | 25 سبتمبر 1998       | 12 أبريل 1988       |
|             | الأمم المتحدة                             | 19 نوفمبر 1946       | 17 أكتوبر 1966      |
|             | الاتحاد البريدي العالمي                   | ?                    | ?                   |
|             | البنك الدولي للإنشاء والتعمير             | 27 ديسمبر 1945       | 25 يوليو 1968       |
|             | الاتحاد الدولي للاتصالات                  | 1 أكتوبر 1906        | 26 مايو 1967        |
|             | منظمة حظر الأسلحة الكيميائية              | ?                    | ?                   |
|             | مؤسسة التمويل الدولية                     | 20 يوليو 1956        | 29 سبتمبر 1972      |
|             | المركز الدولي لتسوية المنازعات الاستشارية | 14 أكتوبر 1966       | 7 أغسطس 1969        |
|             | منظمة التجارة العالمية                    | ?                    | ?                   |
|             | منظمة الشرطة الجنائية الدولية             | ?                    | ?                   |

## وصلات خارجية
- موقع وزارة الخارجية الآيسلندية
- موقع وزارة الخارجية الليسوتوية